# John Hartley
John Thorneycroft Hartley (* 9. Januar 1849 in Tong, Shropshire; † 21. August 1935 in Knaresborough, Yorkshire) war ein englischer Pfarrer und Tennisspieler, der 1879 und 1880 das Turnier von Wimbledon gewann.

## Leben
Hartley, eigentlich ein Real-Tennis-Spieler, ließ sich 1879 von George Ernest Tabor dazu überreden, an der dritten Auflage der Wimbledon Championships teilzunehmen. Nach seinem unerwarteten Sieg im Viertelfinale gegen Charles Gilbert Heathcote kehrte er über das Wochenende in seine Gemeinde zurück, um dort den Gottesdienst zu halten. Im Finale besiegte er schließlich den Iren Vere Thomas Goold in drei Sätzen.
Im Wimbledon-Finale des folgenden Jahres besiegte Hartley  Herbert Lawford in vier Sätzen und konnte somit seinen Titel verteidigen. 1881 trat er erneut bei Wimbledon an, verlor allerdings in 37 Minuten gegen William Renshaw mit 0:6, 1:6 und 1:6 seinen Titel. 1882 gewann er an der Seite von Richard Taswell Richardson die englischen Meisterschaften im Doppel in Oxford. Danach beendete er seine Tenniskarriere.
Hartley ist der einzige Geistliche, der das Turnier von Wimbledon gewinnen konnte. Er starb 1935 in Knaresborough im Norden Englands.